# Кораксола (Советский район)
Кораксола (мар. Корак) — деревня в Советском районе Республики Марий Эл. Входит в состав Ронгинского сельского поселения.

## География
Находится в центральной части республики Марий Эл на расстоянии приблизительно 9 км по прямой на юго-восток от районного центра посёлка Советский.

## История
Известна с 1915 года как деревня, где было 49 дворов, в 1930 году — 59 дворов. В 1956 годуздесь было 67 дворов, в 1976 году — 74, в 1980 году — 67. В советское время работали колхозы «Кундыш», «1 Мая» и «Коммунизм верч» (ныне СПК «Мир»).

## Население
Население составляло 137 человек (мари 100 %) в 2002 году, 120 в 2010.